# کازوتاکا نیشییاما
کازوتاکا نیشییاما (انگلیسی: Kazutaka Nishiyama؛ زادهٔ ۲۸ اوت ۱۹۷۰) بازیکن بیس‌بال اهل ژاپن است.
وی در مسابقات کشوری و بین‌المللی در مجموع برندهٔ ۱ مدال برنز شده‌است.